# Llengües ticuna-yuri
Les llengües ticuna–yuri són una família lingüística petita, potser fins i tot un continu dialectal, que consta d'almenys dues, i potser tres, llengües conegudes d'Amèrica del Sud: la principal llengua de l'Amazònia occidental ticuna, el mal testificat i extingit yurí, i el llenguatge poc conegut carabayo en gran part sense contacte. Kaufman (2007: 68) també afegeix el munichi a la família.
Kaufman (1990, 1994) argumenta que la connexió entre totes dues és convincent fins i tot amb la poca informació disponible. Carvalho (2009) va presentar proves "convincents" per a la família (Campbell 2012).

## Contacte lingüístic
Jolkesky (2016) assenyala que hi ha semblances lèxiques amb les famílies Andoke-Urekena, arawak, arutani, máku, i tukano a causa del contacte.